# Sigmatineurum mnemogagne
Sigmatineurum mnemogagne är en tvåvingeart som beskrevs av Neal L. Evenhuis 1994. Sigmatineurum mnemogagne ingår i släktet Sigmatineurum och familjen styltflugor. Inga underarter finns listade i Catalogue of Life.